# Gabriel Loubier

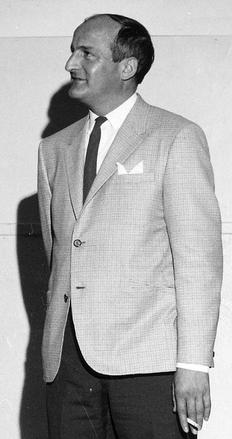
Gabriel Loubier (1969)

Gabriel Loubier (* 27. September 1932 in Black Lake, Québec) ist ein ehemaliger kanadischer Rechtsanwalt und Politiker, der unter anderem zwischen 1971 und 1974 Vorsitzender der Union nationale (UN) war, die zwischen 1971 und 1973 den Namen Unité-Québec trug. Er fungierte zugleich von 1971 bis 1973 als Oppositionsführer in der Nationalversammlung von Québec.

## Leben
Gabriel Loubier, Sohn des Geschäftsmanns Rémi Loubier und dessen Ehefrau Marie Côté, absolvierte nach dem Besuch der École Saint-Louis-de-France in Black Lake, des Collège de L’Islet, des Collège de Sainte-Anne-de-la-Pocatière und  des Collège des Jésuites in Québec ein Studium der Rechtswissenschaften an der Universität Laval. Nach seiner anwaltlichen Zulassung in der Provinz Québec im Dezember 1958 nahm er eine Tätigkeit als Rechtsanwalt in der Anwaltskanzlei „Legendre, Lafrenière, Cossette et Loubier“ auf und wurde am 14. Februar 1968 zum Kronanwalt (QC) ernannt. Daneben engagierte er sich als Mitglied der Knights of Columbus und der Handelskammer von Québec.
Bei der Wahl am 14. November 1962 wurde Loubier für die Union nationale (UN) im Wahlkreis „Bellechasse“ erstmals zum Mitglied der Nationalversammlung von Québec gewählt und konnte sich dabei gegen den bisherigen Wahlkreisinhaber Gustave Plante von der Parti libéral du Québec durchsetzen. Er gehörte der Nationalversammlung nach seinen Wiederwahlen am 5. Juni 1966 und 29. April 1970 bis zur Wahl am 29. Oktober 1973 an, woraufhin der Kandidat der Parti libéral du Québec Pierre Mercier den Sitz für den Wahlkreis „Bellechasse“ gewann.
Nach dem Wahlsieg der UN bei der Wahl am 5. Juni 1966 übernahm Gabriel Loubier im Kabinett von Premierminister Daniel Johnson, Sr. am 16. Juni 1966 das Amt als Minister für Tourismus, Jagd und Fischerei und bekleidete dieses Ministeramt nach Johnsons Tod am 26. September 1968 zwischen dem 2. Oktober 1968 und dem 12. Mai 1970 auch im Kabinett von dessen Nachfolger als Premierminister Jean-Jacques Bertrand. Zugleich hatte er in den Kabinetten Johnson und Bertrand von September 1967 bis zum 12. Mai 1970 auch den Posten als zuständiger Minister für das Hochkommissariat für Jugend, Freizeit und Sport inne.
Nach dem Rücktritt von Jean-Jacques Bertrand wurde Loubier als dessen Nachfolger am 19. Juni 1971 zum Vorsitzenden der Nationalen Union gewählt, die zwischen dem 25. Oktober 1971 und dem 14. Januar 1973 den Namen Unité-Québec trug. Während dieser Zeit fungierte er vom 6. Juli 1971 bis zum 25. September 1973 als Oppositionsführer in der Nationalversammlung. Er war zudem Spitzenkandidat der UN bei der Wahl am 29. Oktober 1973, bei der die UN erstmals seit der Wahl vom 17. August 1936 kein Mandat in der Nationalversammlung gewann. Am 30. März 1974 trat er als Parteivorsitzender zurück und wurde in dieser Funktion kommissarisch von Maurice Bellemare abgelöst.
Nach seinem Ausscheiden aus dem Parlament war Loubier Direktor mehrerer Unternehmen und übernahm 1985 das Recyclingunternehmen seines Vaters, „Loubier Metal“. 1986 nahm er zudem eine Tätigkeit als Rechtsanwalt in der Kanzlei „Saint-Hilaire, Simard, Leclerc, Caron, Gingras, Delage und Leblanc“ in Québec.

## Veröffentlichung
- Québec-Canada. Pays de mes chicanes, 1995